# Stina Jackson
Stina Jackson (født Anna Stina Elisabeth Olofsson; 1. september 1983 i Skellefteå) er en svensk forfatter. Hun fik sin litterære debut i 2018 med kriminalromanen Sommermørke, der vandt Glasnøglen i 2019. Romanen handler om en fars trøstesløse søgen efter sin forsvundne datter i Västerbotten.

## Privatliv
Hun er gift med amerikaneren Robert Jackson og bor i Denver, Colorado.